# Moderata samlingspartiet
Moderata samlingspartiet (deutsch „Moderate Sammlungspartei“), kurz Moderaterna (M, deutsch „Die Moderaten“), ist eine im schwedischen Reichstag vertretene politische Partei. Sie ist eine bürgerlich-konservative Partei mit einem liberalen Wirtschaftsprogramm.
Seit der Wahl 2022 stellen die Moderaten mit Ulf Kristersson das erste Mal seit 2014 wieder den Ministerpräsidenten von Schweden, wofür sie erstmals bereit waren, sich von den rechtspopulistischen Schwedendemokraten stützen zu lassen.

## Geschichte
Die Moderate Sammlungspartei wurde 1904 unter dem Namen Allmänna Valmansförbundet (Allgemeiner Wählerbund) als Reaktion auf die Wahlerfolge der beiden anderen politischen Gruppierungen dieser Zeit (Sozialdemokraten und Liberale), die sich in den Jahren zuvor organisiert hatten, gebildet. Der Aufbau der Partei wurde durch den späteren Parteivorsitzenden Arvid Lindman (Parteivorsitzender 1912–1935) geprägt. Zunächst trat die Partei national-konservativ auf. Die größten Wahlerfolge hatte die Partei in den 1920er Jahren, wo sie mit Abstand die größte bürgerliche Partei war (Wahl 1928: 29,4 % der Stimmen), doch verlor sie ab den 1930er Jahren an Stimmen, da sie gegen die gesellschaftlichen Modernisierungsschübe ankämpfte. 1938 wechselte sie den Namen in Högerns Riksorganisation (Reichsorganisation der Rechten) und 1952 in Högerpartiet (Rechtspartei). 
Nach dem Tiefstand bei der Wahl 1948 mit 12,3 % folgte ein Aufwärtstrend in den 1950er Jahren bis 19,5 % bei der Wahl 1958. In den 1960er Jahren sank der Wähleranteil, bis die Partei bei der Wahl 1970 mit nur 11,5 % der Stimmen zur kleinsten der vier bürgerlichen Parteien geschrumpft war. Im Jahr davor war die Partei in Moderata Samlingspartiet umbenannt worden, was eine Annäherung an die politische Mitte signalisieren sollte. Nach der Wahlniederlage von 1970 übernahm Gösta Bohman den Parteivorsitz und setzte die Neuausrichtung der Partei fort. Bei der Wahl 1979 eroberte sie die Führung im bürgerlichen Lager zurück. Die Partei war an den Koalitionsregierungen zwischen 1976 und 1982 beteiligt. 
Nach der Wahl 1991 wurde der Parteivorsitzende Carl Bildt Ministerpräsident und führte eine bürgerliche Koalitionsregierung bis zur Wahl 1994, als die Sozialdemokraten an die Macht zurückkehrten. 
Unter dem neuen Vorsitzenden Fredrik Reinfeldt präsentierte sich die Partei als Nya Moderaterna (deutsch Neue Moderate). Bereits 2004 hatte das bürgerliche Lager im Bündnis Allians för Sverige zusammengefunden. Nach dem gemeinsamen Wahlsieg 2006 bildete Fredrik Reinfeldt eine bürgerliche Mehrheitsregierung. Die Moderaten erreichten bei der Reichstagswahl 2010 30,1 % der Stimmen und 107 von 349 Mandaten und konnten damit ihr Ergebnis gegenüber der vorangegangenen Reichstagswahl deutlich verbessern. Die Mitte-rechts-Koalition verlor trotzdem ihre Mehrheit und musste als Minderheitsregierung fortgesetzt werden. Bei der Wahl 2014 fiel die Partei auf 23,3 % der Stimmen. Damit war die Partei zwar nach wie vor die größte im bürgerlichen Block, aber das bürgerliche Lager als gesamtes fiel hinter die Mitte-links-Parteien zurück. Reinfeldt reichte daraufhin seinen Rücktritt ein und kündigte an, sich auch von allen Parteiämtern zurückzuziehen.
Da auch die neue rot-grüne Regierung keine eigene Mehrheit besitzt, kam es schon im Herbst 2014 zu einer Regierungskrise, die kurzzeitig Neuwahlen möglich erscheinen ließ. Diese Regierungskrise wurde im Dezember 2014 durch das sogenannte Dezemberabkommen beigelegt, in dem sich Sozialdemokraten, Grüne und die vier bürgerlichen Parteien der Allianz für Schweden darauf einigten, bis 2022 Minderheitsregierungen zu tolerieren und dadurch den Einfluss der rechtspopulistischen Schwedendemokraten zu reduzieren.
Ein Sonderparteitag der Moderaten wählte Anna Kinberg Batra am 10. Januar 2015 zur neuen Vorsitzenden. Nachdem sich der Parteitag der Christdemokraten gegen das Dezemberabkommen ausgesprochen hatte, erklärte Kinberg Batra dieses im Herbst 2015 für hinfällig. Im Januar 2017 kündigte sie an, dass die Moderaten eine Zusammenarbeit mit den Schwedendemokraten in einzelnen Sachfragen suchen würden und dass die rot-grüne Regierung durch einen Haushaltsentwurf der Allianzparteien unter Zustimmung der Schwedendemokraten gestürzt werden könnte. Dieses Vorhaben ließ sich nicht umsetzen. Seit Oktober 2017 ist Ulf Kristersson Parteichef.
Im Vorfeld der Wahlen 2022 zeigten sich die Moderaten und der konservativ-rechte Block sich erstmals bereit, eine Regierung durch die rechtspopulistischen Schwedendemokraten stützen zu lassen, sofern sich dadurch die Möglichkeit einer Regierungsbildung ergeben würden. Bei den Wahlen erzielten die Schwedendemokraten ihre bestes Ergebnis und lagen vor den Moderaten. Der rechte Block, nun unter Einschluss der Schwedendemokraten, konnte dadurch eine Mehrheit erzielen, in deren Folge Ulf Kristersson am 18. Oktober 2022 zum schwedischen Ministerpräsidenten gewählt wurde.

## Reichstagswahlen
Bis 1968 Wahlen zur Zweiten Kammer. Angaben von Statistiska Centralbyrån.
- 1911 31,2 %
- 1914 (I) 37,7 %
- 1914 (II) 36,5 %
- 1917 24,7 %
- 1920 27,9 %
- 1921 25,8 %
- 1924 26,1 %
- 1928 29,4 %
- 1932 23,1 %
- 1936 17,6 %
- 1940 18,0 %
- 1944 15,8 %
- 1948 12,3 %
- 1952 14,4 %
- 1956 17,1 %
- 1958 19,5 %
- 1960 16,6 %
- 1964 13,7 %
- 1968 13,9 %
- 1970 11,5 %
- 1973 14,3 %
- 1976 15,6 %
- 1979 20,3 %
- 1982 23,6 %
- 1985 21,3 %
- 1988 18,3 %
- 1991 21,9 %
- 1994 22,4 %
- 1998 22,9 %
- 2002 15,3 %
- 2006 26,2 %
- 2010 30,1 %
- 2014 23,3 %
- 2018 19,8 %
- 2022 19,1 %

## Parteivorsitzende
- 1904–1905 Gustaf Fredrik Östberg
- 1905–1906 Axel G. Svedelius
- 1907 Hugo Tamm
- 1908–1912 Gustaf Fredrik Östberg
- 1912–1935 Arvid Lindman, Ministerpräsident 1906–1911 und 1928–1930
- 1935–1944 Gösta Bagge
- 1944–1950 Fritiof Domö
- 1950–1961 Jarl Hjalmarson
- 1961–1965 Gunnar Heckscher
- 1965–1970 Yngve Holmberg
- 1970–1981 Gösta Bohman
- 1981–1986 Ulf Adelsohn
- 1986–1999 Carl Bildt, Ministerpräsident 1991–1994
- 1999–2003 Bo Lundgren
- 2003–2015 Fredrik Reinfeldt, Ministerpräsident 2006–2014
- 2015–2017 Anna Kinberg Batra
- seit 2017 Ulf Kristersson, Ministerpräsident 2022–